# Zoe Lofgren
Susan Ellen Lofgren, detta Zoe (San Mateo, 21 dicembre 1947), è una politica e avvocato statunitense, membro della Camera dei Rappresentanti per lo stato della California dal 1995.

## Biografia
Dopo gli studi in legge, la Lofgren fu assunta nello staff del deputato democratico Don Edwards. Quando nel 1994 Edwards decise di non cercare la rielezione, la Lofgren si candidò per occupare il suo seggio.
Sorprendentemente riuscì a battere la concorrenza agguerrita e si aggiudicò il posto: così divenne membro della Camera dei Rappresentanti per lo stato della California e rimase tale venendo rieletta con ampio margine per altri quattordici mandati.